# Synchlora lineimargo
Synchlora lineimargo är en fjärilsart som beskrevs av Louis Beethoven Prout 1932. Synchlora lineimargo ingår i släktet Synchlora och familjen mätare. Inga underarter finns listade i Catalogue of Life.